# Électrification rurale

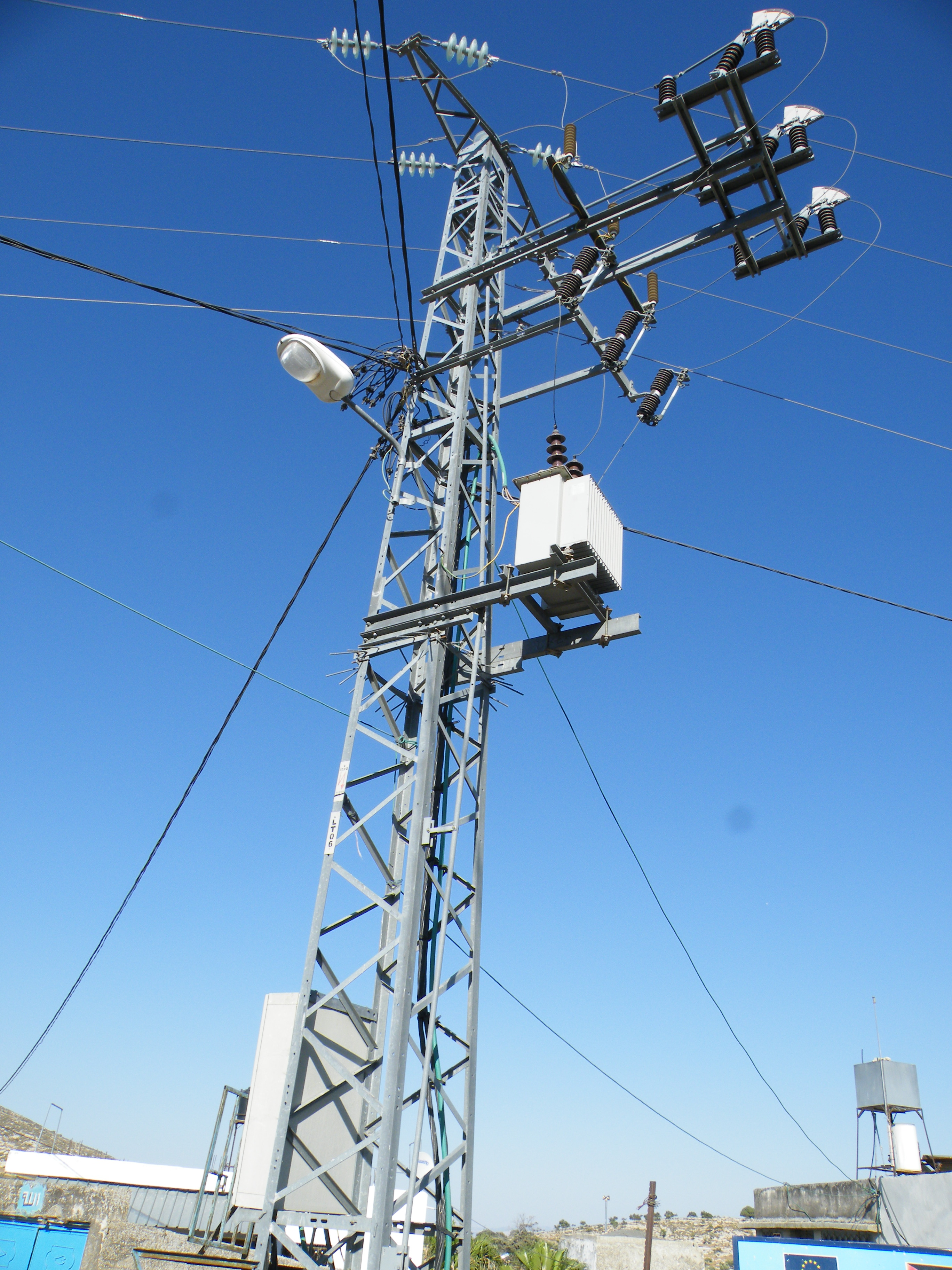
Unité électrique, don de la Belgique au village de Yanun en Palestine.

L'électrification rurale désigne le processus de mise à disposition de l'énergie électrique aux populations de régions rurales et/ou éloignées.

## Les technologies

### Le réseau électrique
L'extension du réseau électrique constitue la solution la plus évidente pour la connexion de nouvelles habitations. Par définition, l'électricité est produite de façon centralisée à l'aide de centrales (thermiques, hydrauliques, nucléaires, etc.) et est distribuée à l'aide de lignes haute, moyenne et basse tension. La mise en place d'une nouvelle ligne électrique ne se justifie que si la densité de consommation (en kWh/km²) de la zone desservie est suffisante. Cette condition est problématique dans les zones rurales des pays en développement, où la consommation individuelle et la densité de population sont très faibles, ce qui rend l'extension du réseau peu intéressante économiquement. 

### Les générateurs diesel
Le générateur diesel (ou groupe électrogène) est la solution la plus rencontrée dans les zones non reliées au réseau électrique. Cela s'explique notamment par son coût d'investissement très faible (quelques centaines de dollars pour un système de 5 kWe). En revanche, son coût d'utilisation est relativement élevé, notamment à cause du coût du diesel dans les régions rurales. Son rendement est généralement très faible (entre 7 et 25 % en moyenne pour les unités de petite taille), ce qui augmente la consommation de diesel. Malgré le coût initial faible, le coût du kWh électrique est relativement élevé, avec des valeurs tournant autour de 0,5 USD/kWh.

### Le solaire photovoltaïque
Contrairement aux générateurs diesel, le principal désavantage des panneaux photovoltaïques est leur coût initial très élevé (plusieurs milliers de dollars par kWe installé). Si le coût de fonctionnement est nul, le soleil étant généralement largement disponible dans les régions rurales des pays du Sud, leur maintenance est également très coûteuse, les batteries ayant une durée de vie limitée et étant l'élément le plus cher du système d'électrification.

### La micro-hydroélectricité
Les micro-centrales hydroélectriques mettent à profit les différences de hauteur manométrique des cours d'eau pour mettre une turbine en mouvement. Plusieurs technologies peuvent être utilisées, comme les turbines Pelton, Francis et Kaplan. Le turbines de type Banki sont également bien adaptées aux zones éloignées de pays en développement, grâce à leur simplicité de fabrication, de mise en œuvre et de maintenance.

### Le petit éolien
Les petites éoliennes peuvent également être utilisées pour l'électrification de sites isolés, que ce soit dans les pays développés ou dans le cadre de programmes d'électrification dans les pays en voie de développement (voir par exemple l'ONG blueEnergy).
Pour stabiliser la production, on les associe généralement à un générateur ou à des batteries.

### La biomasse
L'utilisation de ressources biomasses (résidus de riz, bois...) peut également être valorisé à partir de gazogènes afin de produire de l'énergie. Cette solution d'approvisionnement a été largement développé en Asie particulièrement  en Inde mais également en Thaïlande, Cambodge...A plus large échelle, la cogénération permet également de produire de l'électricité et alimenter des villages ruraux

## Le degré de centralisation
Historiquement, l'électrification rurale s'est effectuée majoritairement au travers de la production centralisée. Les subsides pour l'électrification rurale (notamment de la Banque Mondiale) ont également été principalement dirigés vers l'extension du réseau électrique. Cependant, les avancées technologiques en matière de production décentralisée permettent aujourd'hui de rendre ces technologies compétitives, même si leur utilisation implique des approches et des modes d'appropriation complètement différents.  
Trois niveaux de centralisation peuvent être distingués :
- La production centralisée : Dans ce cas, une centrale de taille importante (typiquement plusieurs centaines de kWe) produit le courant à une tension de quelques dizaines de kV qui est ensuite distribué à l'aide de lignes moyenne tension. À l'autre bout de ces lignes moyenne tension, des sous-stations sont installées qui convertissent le courant à la tension d'utilisation.  Les lignes basse tension (généralement monophasées avec retour par la terre, à 230 ou 110 V) connectent ces sous-stations à l'utilisateur final.  La centrale peut être alimentée au combustible fossile (cas le plus fréquent), au combustible nucléaire, à la biomasse ou encore à l'énergie solaire (centrales à concentration). La production centralisée possède généralement un rendement élevé (dû aux effets d'échelle).  Les principaux inconvénients de cette solution proviennent des lignes électriques : coût élevé (environ 40 000 €/km de moyenne tension pour l'Afrique de l'Ouest, environ 50 000 €/km pour l'Inde[2], pertes en ligne importantes (plus de 20 % dans certains pays en développement)[3] ou encore connexions sauvages augmentent considérablement le coût du kWh électrique.
- Le mini-grid couvre les besoins d'une communauté ou d'un village et constitue en ce sens une solution intermédiaire entre solutions centralisées et décentralisées.  Un générateur est installé et fournit l'électricité au travers d'un mini-réseau électrique basse tension.  Généralement les mini-grid sont alimentés par des générateurs diesel ou des petites centrales hydroélectriques. Il est cependant tout à fait envisageable de les alimenter par du photovoltaïque, de la biomasse ou de l'éolien. Ce système est bien adapté à l'hybridation (combinaison de panneaux PV et d'un générateur diesel par exemple).  Il requiert généralement une certaine capacité de stockage (batteries) et permet, outre l'électrification individuelle, d'alimenter des installations communautaires telles que l'éclairage publique.
- La production décentralisée individuelle vise à couvrir les besoins d'un ménage, ou d'une habitation non reliée au réseau électrique.  Les systèmes les plus courants sont le générateur diesel, les panneaux photovoltaïques ou la gazéification de la biomasse.  Dans le cas du photovoltaïque, un système de stockage (batteries électriques) doit être prévu afin de compenser le décalage entre la demande et l'intensité de la radiation solaire.

Si chaque système possède ses avantages et ses inconvénients, il est généralement reconnu que les systèmes décentralisés sont plus flexibles, plus responsabilisnts et sont source d'emploi local. 

## Les impacts de l'électrification rurale – Le problème du développement
La première utilisation de l'électricité en région rurale est l'éclairage. La télévision arrive en second lieu. À elles deux, ces applications représentent plus de 80 % de la consommation d'électricité rurale dans les pays en développement.
On peut aisément comprendre que l'accès à l'électricité et à l'éclairage permette d'étendre la plage horaire d'activité du ménage, et peut aussi favoriser l'apprentissage et l'étude. Avec l'électricité, les femmes passent moins de temps à la récolte de combustible traditionnel et à la préparation des repas, même si le combustible n'est pas modifié. La raison est qu'avec l'éclairage, les femmes peuvent préparer le repas principal juste avant qu'il soit mangé plutôt que de le préparer pendant la journée et puis de le réchauffer en soirée.
Plusieurs études montrent en outre que les panneaux PV ne sont pas forcément adoptés pour des raisons économiques (pour économiser le coût du carburant), mais plutôt pour améliorer l'accès aux services que sont la TV (le football est souvent mentionné) et l'éclairage. Il apparaît même que certains ménages continuent à utiliser le kérosène pour l'éclairage afin d'économiser l'électricité pour la télévision. L'expérience a montré que les politiques de développement rural ont été des outils efficaces pour diminuer l'exode rural.  L'électrification rurale, qui permet d'augmenter le niveau de vie des habitants, constitue en ce sens un outil de premier choix.
Les impacts suivants sont régulièrement cités dans le cadre des programmes d'électrification rurale : la santé, l'éducation, l'égalité homme-femme et l'activité économique.

### Santé
L'accès à l'électricité semble être un outil efficace en vue d'améliorer les services de santé. Il permet d'approvisionner les villages en eau potable, ou encore d'améliorer les moyens de communication permettant de lutter plus efficacement contre le SIDA. À l'heure actuelle, seule une minorité de cliniques rurales a accès à l'électricité. Pourtant, cette dernière permet d'améliorer les conditions de traitement des patients, dont notamment les conditions sanitaires, la stérilisation des instruments ou la conservation des vaccins à l'aide de réfrigérateurs. Le confort lié à l'électricité permet également d'attirer des docteurs plus qualifiés et plus expérimentés. On note aussi des effets indirects de l'électrification, liés par exemple à un niveau d'éducation accru : plusieurs études montrent ainsi un lien étroit entre le niveau d'alphabétisation des femmes et la mortalité infantile, la mortalité maternelle, et la prévalence du SIDA, une femme éduquée étant plus à même de prendre soin de son enfant.

### Éducation
L'accès à l'électricité a un impact positif sur le temps passé à l'école et sur le temps passé à étudier, l'éclairage moderne permettant de travailler plus tard le soir. On constate que chaque année investie dans l'éducation d'un enfant est beaucoup plus profitable lorsque l'accès à l'électricité est concomitant. En d'autres mots, fournir de l'électricité seule, ou de l'éducation seule ne possèdent qu'un impact limité sur les revenus des individus, alors que le binôme électricité/éducation semble être très efficace pour l'augmentation du niveau de vie du ménage. Plusieurs études menées aux Philippines et au Viêt Nam ont montré que les enfants provenant de ménages électrifiés gagnent environ deux ans d'éducation par rapport aux enfants provenant de familles non électrifiées.

### Égalité homme-femme
Les problèmes des inégalités homme-femme sont fortement liés au problème de la pauvreté : 70 % des pauvres des communautés rurales des pays en développement sont des femmes. De plus, les pauvres ne le deviennent pas forcément de la même manière selon qu'ils sont de sexe masculin ou féminin et ils ne sont donc pas affectés de la même manière par les programmes d'accès à l'énergie. On distingue généralement deux rôles économiques principaux : les tâches productives et les tâches reproductives. Les premières font référence à toutes les activités qui rapportent de l'argent au ménage, tandis que les secondes font référence aux activités du ménage elles-mêmes, telles que la cuisine ou l'éducation des enfants. Ces deux rôles économiques sont distribués de façon très différente selon qu'on soit homme ou femme. Le rôle des femmes dans les activités productives est généralement limité à des postes peu rémunérés requérant un faible niveau d'éducation et avec peu de responsabilités. Par contre, les femmes sont les principaux acteurs de l'économie reproductive. L'économie reproductive est celle qui est le plus directement affectée par l'accès à l'électricité, réduisant fortement le temps alloué au tâches ménagères. Les femmes sont donc souvent les premières concernées par l'accès à l'électricité, ce qui souligne l'importance de leur participation aux projets d'électrification.

### L'activité économique
Celle-ci peut être stimulée par un accès accru à l'énergie, et plus particulièrement à l'électricité. Dans le cas de l'agriculture par exemple, cet effet peut être expliqué par divers mécanismes : les rendements agricoles peuvent être considérablement améliorés grâce à l'accès à l'électricité : pompes électriques, broyeurs, sécheurs et autres engins agricoles permettent de substituer le travail humain ou animal à la machine et augmentent la productivité à l'hectare. L'accès aux moyens de communications permet également aux agriculteurs de se tenir au courant des prix du marché, ce qui leur permet de prendre des décisions et des orientations plus avisées. Cependant, les évidences empiriques ne permettent pas d'établir une relation de cause à effet entre accès à l'énergie et développement d'activité locale : il semble que l'accès à l'électricité soit un des facteurs favorisant la croissance économique locale, mais on ne peut s'attendre à une explosion des petits commerces et de l'industrie à la suite d'un programme d'électrification rurale seul. L'importance des programmes de développement annexes à l'électrification (accès au crédit, éducation, etc.) est à souligner.